# اقامت دائم (کانادا)
به فردی که در کشور کانادا اقامت دائم بگیرد مقیم دائم گفته می‌شود.
مقیم دائم (به انگلیسی: Permanent Resident) در کشور کانادا به شخصی گفته می‌شود که شهروند کانادایی نیست ولی اجازه زندگی و کار در کانادا بدون هیچ محدودیت زمانی در طول اقامتش به او داده شده‌است. یک ساکن همیشگی می‌بایستی به مدت ۲ سال از ۵ سال را در کانادا زندگی کند یا خطر از دست دادن اقامت او وجود دارد.
مقیم دائم از حقوق و وظایفی مشابه شهروندان کانادا برخوردار است. تفاوت‌های اصلی تنها در این است که ساکنان همیشگی اجازه رای دادن در انتخابات فدرال کانادا، کاندید شدن و دریافت پاسپورت کانادایی را ندارند. آنها همچنین نمی‌توانند به نیروی مسلح کانادا بپیوندند و برای سفرهای خارج از کانادا محدودیت‌های زمانی دارند. 
یک مقیم دائم امکان اقدام برای شهروندی کانادا را پس از ۳ سال اقامت در کانادا دارد.

## کارت اقامت دائم
در سال ۲۰۰۲، اداره مهاجرت و شهروندی شروع به صدور کارت ساکن همیشگی (مقیم دائم) برای تمام مقیم‌های دائم جدید (تازه‌وارد) کانادا کرد. تمام افراد مقیم دائم پیشین نیز این قابلیت را دارا شدند تا برای این کارت به ازای ۵۰ دلار کانادا اقدام کنند. دارا بودن این کارت مگر برای سفرهای بین‌المللی اجباری نمی‌باشد.
از ۳۱ام دسامبر سال ۲۰۰۳ تمامی مقیم‌های دائم، برای واردشدن به خاک کانادا از طریق هوایی، قطار و اتوبوس ملزم به ارائه این کارت شدند. از لحاظ ظاهری این کارت شبیه به کارت بانکی می‌باشد و موجب تسهیل در ورود دوباره به کشور کانادا می‌شود. این کارت شامل مشخصات امنیتی متعدد به‌روزی همراه با یک چیپ که اطلاعات لازم در آن وجود دارد می‌باشد.